# دارمندرا ياداف
دارمندرا ياداف (مواليد 29 ديسمبر 1972) هو ملاكم هندي، مثّل بلاده في الألعاب الأولمبية الصيفية 1992.

## روابط خارجية
دارمندرا ياداف على موقع بوكس ريك (الإنجليزية) (registration required)
- دارمندرا ياداف على موقع أوليمبيديا (الإنجليزية)